# Келинтобе
Келинтобе (каз. Келінтөбе) — село в Жанакорганском районе Кызылординской области Казахстана. Административный центр и единственный населённый пункт Келинтобинского сельского округа. Код КАТО — 434045100.
В 6—7 км от аула находится древнее городище Келинтобе.

## Население
В 1999 году население села составляло 3227 человек (1650 мужчин и 1577 женщин). По данным переписи 2009 года, в селе проживало 3569 человек (1815 мужчин и 1754 женщины).